# Paracyathus montereyensis
Paracyathus montereyensis är en korallart som beskrevs av John Wyatt Durham 1947. Paracyathus montereyensis ingår i släktet Paracyathus och familjen Caryophylliidae. Inga underarter finns listade i Catalogue of Life.